# 248262 Liuxiaobo
248262 Liuxiaobo este o planetă minoră (asteroid), cu un diametru de 3,36 km, din centura de asteroizi. A fost descoperită pe 4 aprilie 2005 la osservatorio astronomico di Vallemare di Borbona⁠(d) de Borbona. 
Obiectul prezintă o orbită caracterizată de o semiaxă mare de 3,1555472873215 UAi, o excentricitate de 0,17, o înclinație de 11,9 ° în raport cu ecliptica.